# انحياز لضبط النفس
الانحياز لضبط النفس أو التحيز لضبط النفس (بالإنجليزية: Restraint bias)‏ هو ميل الشخص إلى المبالغة في تقدير قدرته على السيطرة على السلوك الاندفاعي. وقد يؤدي الاعتقاد (السطحي) المضخم عن ضبط الذات إلى زيادة التعرض للإغراء، وزيادة الاندفاع. ولذلك، فإن التحيز لضبط النفس له تأثير يقود إلى الإدمان. فعلى سبيل المثال، قد يقوم شخص ما بتجربة المخدرات، وذلك ببساطة لأنه يعتقد أنه يستطيع مقاومة أي إدمان محتمل. وعدم قدرة الفرد على السيطرة، أو الإغراء يمكن أن يأتي من عدة نبضات حشوية مختلفة، والتي تشمل النبضات الحشوية الجوع، الإثارة الجنسية، والتعب. وتوفر هذه النبضات معلومات حول الحالة الراهنة والسلوك اللازم للحفاظ على الجسم في حالة إشباع.
تأثير فجوة التعاطف: تعامل تأثير فجوة التعاطف مع الأفراد الذين يعانون من صعوبة في تقدير القوة التي لها تأثير دافع لسلوكهم.
السيطرة على الدافع والانتباه: خلصت الدراسات إلى أنه عندما يعتقد الشخص أن لديه شعور أقوى من ضبط النفس في المواقف، فإنه يكون لديه سيطرة أكبر على دوافعه. كما يميل الأفراد إلى المبالغة في تقدير قدرتهم على ضبط النفس عندما يقال لهم إن لديهم قدرة عالية على ضبط النفس. كلما قيل للشخص أن لديهم قدرة عالية على ضبط النفس، كلما اعتقدوا ذلك، وكلما أظهروا مستويات أعلى من التحكم بالذات. 

## توصيف
نحن نعتقد أنه بإمكاننا ضبط دوافعنا الطبيعية أكثر مما هو في الممارسة الحياتية. علاوةً على ذلك، يتم تعزيز هذا الاعتقاد من خلال:
- دليل ضعيف على أننا قادرون على التحكم بدوافعنا
- عدم الشعور بالدافع في الوقت الحالي
- عدم تذكر مدى قوة الدافع

تتعزز الدوافع من خلال وجود المحفزات كأن تزداد الرغبة في الأكل عند توفر الطعام. الأشخاص الذين يظهرون تحيزاً في ضبط النفس والذين يعتقدون أنهم قادرون على الصمود في وجه الدوافع هم أكثر الأشخاص عرضة للسماح للإغراء بالتغلب عليهم. على ما يبدو فإن التفاؤل بشأن قدرتنا على التغلب على الدوافع ليس له أساس من الصحة.
تكمن المشكلة الأساسية في اختلاف الحالة العقلية ما بين التفكير في الدافع عن الوجود الفعلي للدافع. وقد أطلق على هذا اسم «فجوة التعاطف الباردة والساخنة» ويشير إلى مدى اختلاف التفكير العاطفي حقًا وكيف يمكنه بسهولة تجاوز التفكير العقلاني.

## أبحاث
قام لوران نوردغرن وآخرون (2009) بالتحقيق في هذه المعركة الداخلية. قاموا أولاً بإعطاء مجموعة من الطلاب مهمة سهلة للذاكرة وأخرى صعبة. قام أولئك الذين يقومون بإنجاز هذه المهمة السهلة في وقت لاحق بإثبات قدرتهم على التغلب على التعب العقلي بدرجة أكبر. كان هناك عواقب خطيرة لهذا التأثير وهي اعتقادهم بأنهم قادرين على تأجيل إنجاز المزيد من واجباتهم الفصلية حتى الأسبوع الأخير من الفصل الدراسي.
في دراسة أخرى، قام الطلاب الذين يغادرون أو يصلون إلى كافتيريا الكلية بتصنيف سبع وجبات الخفيفة من الأقل تفضيلاً إلى المفضلة ثم اختاروا واحدة لتناولها وفي حال أعادوها غير مأكولة في الأسبوع المقبل فإنهم يربحون الوجبة الخفيفة بالإضافة إلى أربع دولارات أمريكية. كان المغادرون والذين تناولوا الوجبة الخفيفة قبل مغادرتهم من الأشخاص الذين اختاروا ثاني أو ثالث وجبة مفضلة بالإضافة إلى أن تصورهم عن قدرتهم على ضبط الذات كان أعلى وكانوا أكثر عرضة لتناولها خلال الأسبوع التالي.
في تجربة ثالثة، حصل البعض على اختبار مزيف للتحكم الذاتي ثم طُلب منهم مشاهدة فيلم «القهوة والسجائر» بشرط عدم التدخين خلاله. تم وعد هؤلاء الأشخاص بمكافأة مالية أكبر كلما صعّبوا التحدي على أنفسهم بشكل أكبر. أولئك الذين أعطوا نتائج جيدة في الاختبار اختاروا المزيد من التحديات المغرية، مثل وضع السيجارة في أيديهم بدلاً من وضعها على المكتب كما أنهم كانوا أكثر عرضة للاستسلام لهذا الإغراء.
وُجد في دراسة أخرى مع أشخاص في برنامج «الإقلاع عن التدخين» أن الأشخاص الذين ادعوا قدرتهم على التحكم بشكل أكبر في دوافعهم هم الأكثر قابلية للنكس.